# Ekerö (commune)
Cet article concerne la commune. Pour son chef-lieu, voir Ekerö.
La commune d'Ekerö est une commune suédoise du comté de Stockholm. Environ 28 900 personnes y vivent (2020). Son chef-lieu se situe à Ekerö.
La municipalité s'étend sur plusieurs îles parmi les plus importantes du lac Mälar : Färingsö, Ekerön, Adelsö, Lovön, Björkö, Aspön (sv), Helgö.

## Géographie
La commune d'Ekerö est située dans la partie sud de la région de l'Uppland et comprend un archipel de 140 îles, criques et récifs du Mälaren.
La commune d'Ekerö borde la commune de Järfälla au nord-est, la commune de Stockholm à l'est, la commune d'Huddinge au sud-est et la commune de Botkyrka au sud, ainsi que la commune de Salem et la commune de Södertälje au sud-ouest, toutes situées dans le comté de Stockholm.
À l'ouest, la commune borde la commune de Strängnäs dans le comté de Södermanland, au nord avec la commune d'Enköping et la commune d'Håbo dans le comté d'Uppsala et la commune d'Upplands-Bro dans le comté de Stockholm.

## Subdivisions administratives

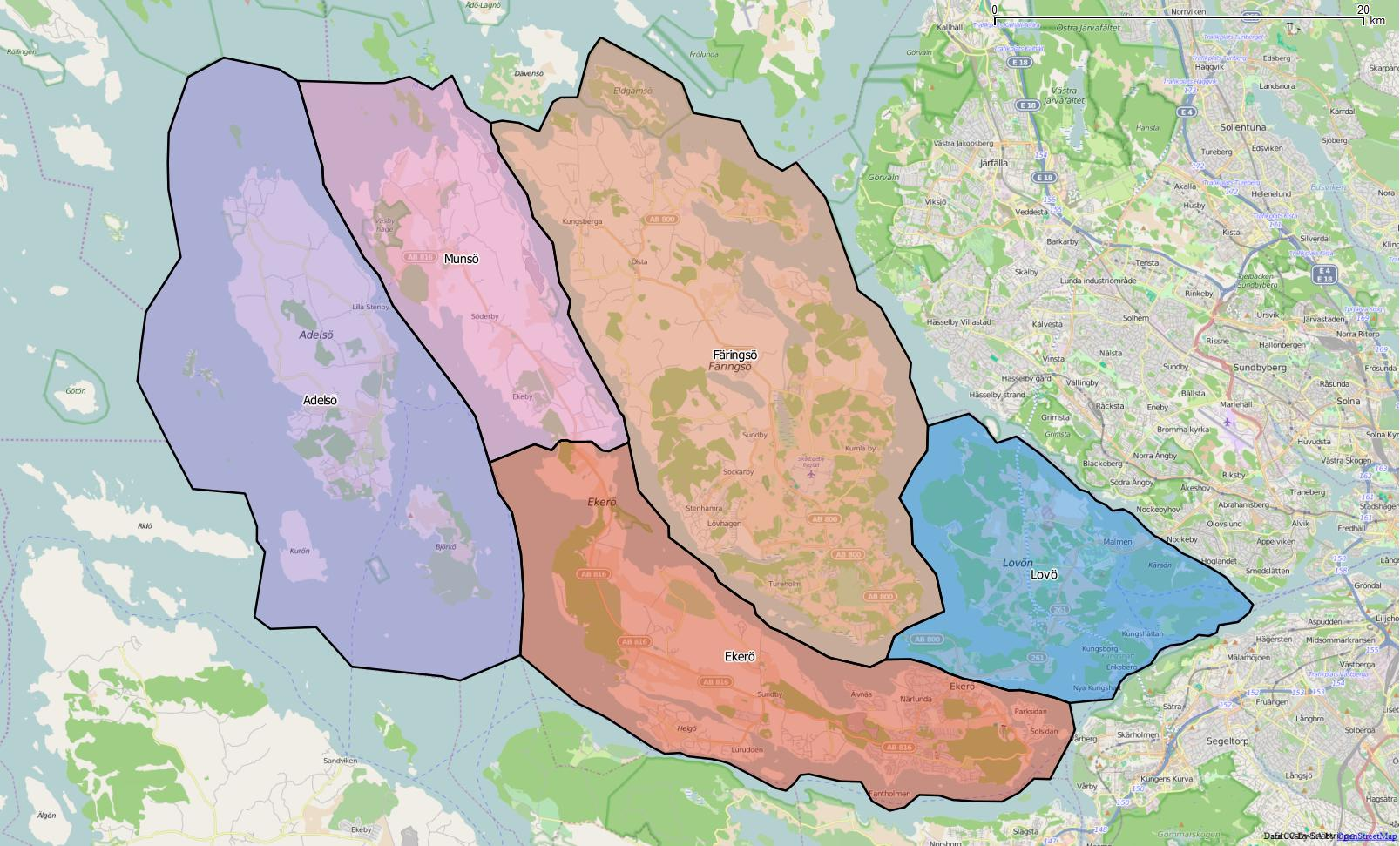
Districts de la commune d'Ekerö.

Depuis 2016, la commune est divisée en cinq districts : Adelsö, Ekerö, Färingsö, Lovö et Munsö.
En 2020, 82,7 pour cent des habitants de la commune vivaient dans l'une des zones urbaines de la commune, ce qui est inférieur au chiffre correspondant pour le pays, où la moyenne était de 87,6 %.
Lors de la délimitation des zones urbaines de Statistics Suède en 2020, il y avait 18 localités dans la commune d'Ekerö.
| Localité         | Habitants |
| ---------------- | --------- |
| Ekerö            | 12 332    |
| Stenhamra        | 3 636     |
| Tureholm         | 1 097     |
| Parksidan        | 961       |
| Kungsberga       | 917       |
| Älvnäs           | 802       |
| Ölsta            | 730       |
| Ekerö sommarstad | 594       |
| Sundby           | 471       |
| Drottningholm    | 316       |
| Helgö (sv)       | 291       |
| Söderby          | 279       |
| Lilla Stenby     | 250       |
| Sånga Säby       | 250       |
| Lurudden         | 229       |
| Hilleshögby      | 223       |
| Ekeby tomtområde | 210       |

## Patrimoine
Sur la commune d'Ekerö est situé l'ensemble archéologique de Birka et Hovgården, qui rassemble les sites de Birka et de Hovgården, inscrit au patrimoine mondial de l'UNESCO.

## Population
| 1950  | 1955  | 1960  | 1965  | 1970   |
| ----- | ----- | ----- | ----- | ------ |
| 6 910 | 6 913 | 7 006 | 8 441 | 12 594 |

| 1975   | 1980   | 1985   | 1990   | 1995   |
| ------ | ------ | ------ | ------ | ------ |
| 15 081 | 15 927 | 16 534 | 18 785 | 20 866 |

| 2000   | 2005   | 2010   | 2015   | 2020   |
| ------ | ------ | ------ | ------ | ------ |
| 22 266 | 24 010 | 25 410 | 26 984 | 28 879 |

| 2024   | - | - | - | - |
| ------ | - | - | - | - |
| 28 910 | - | - | - | - |

## Transport
La ville d'Ekerö est reliée à la commune de Stockholm par la route comtale 275 au nord-est et la route comtale 261.

## Galerie

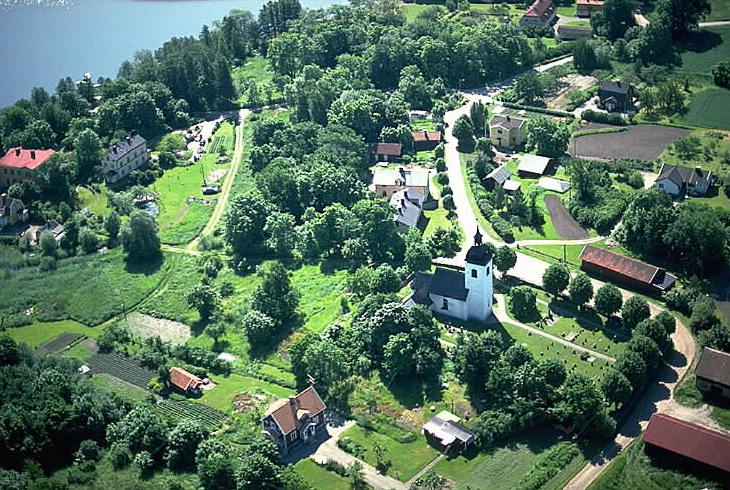
Hilleshög.
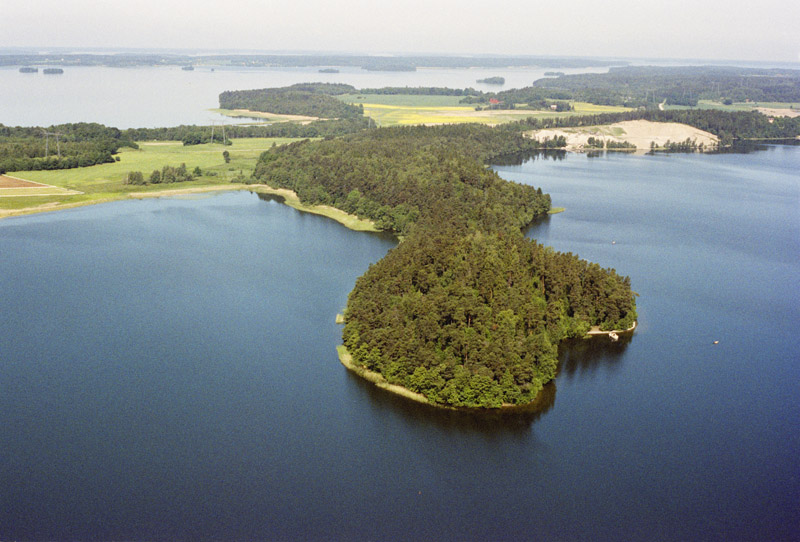
Huvududden.
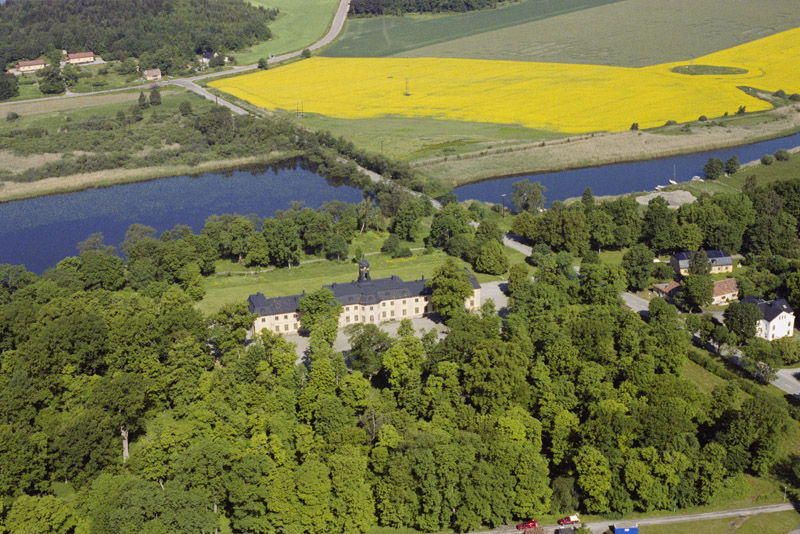
Svartsjö.

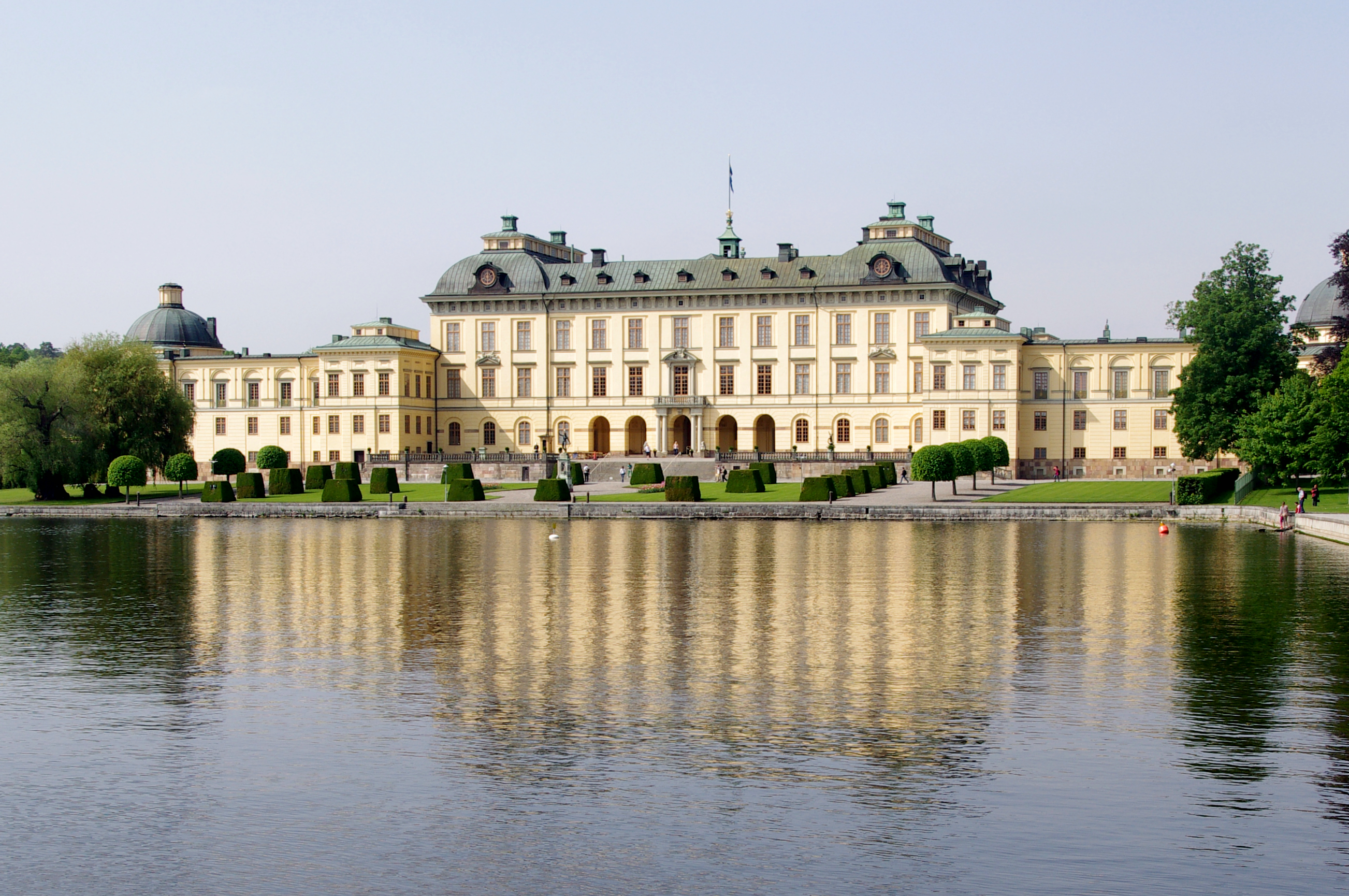
Palais de Drottningholm.
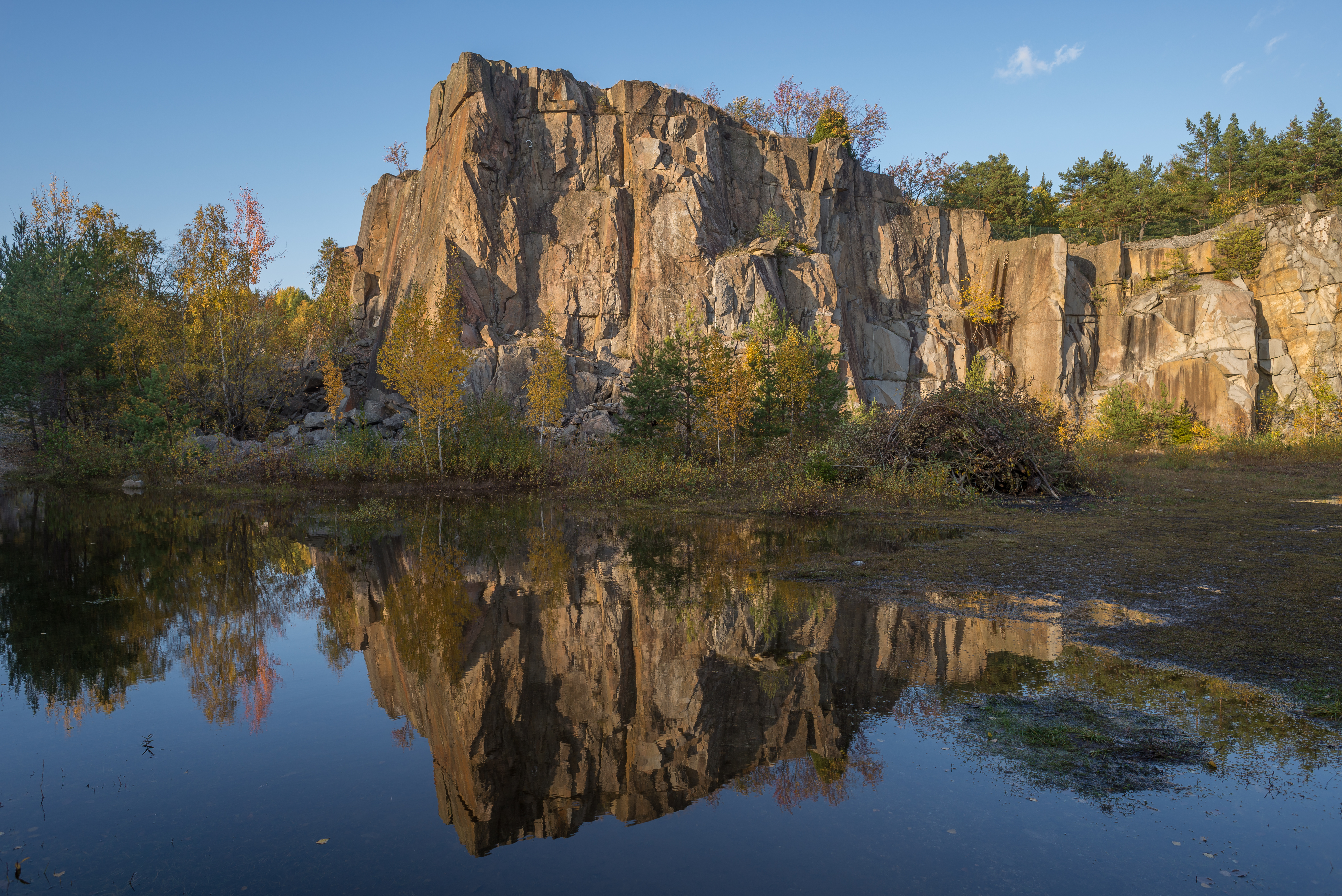
Stenhamra stenbrott.
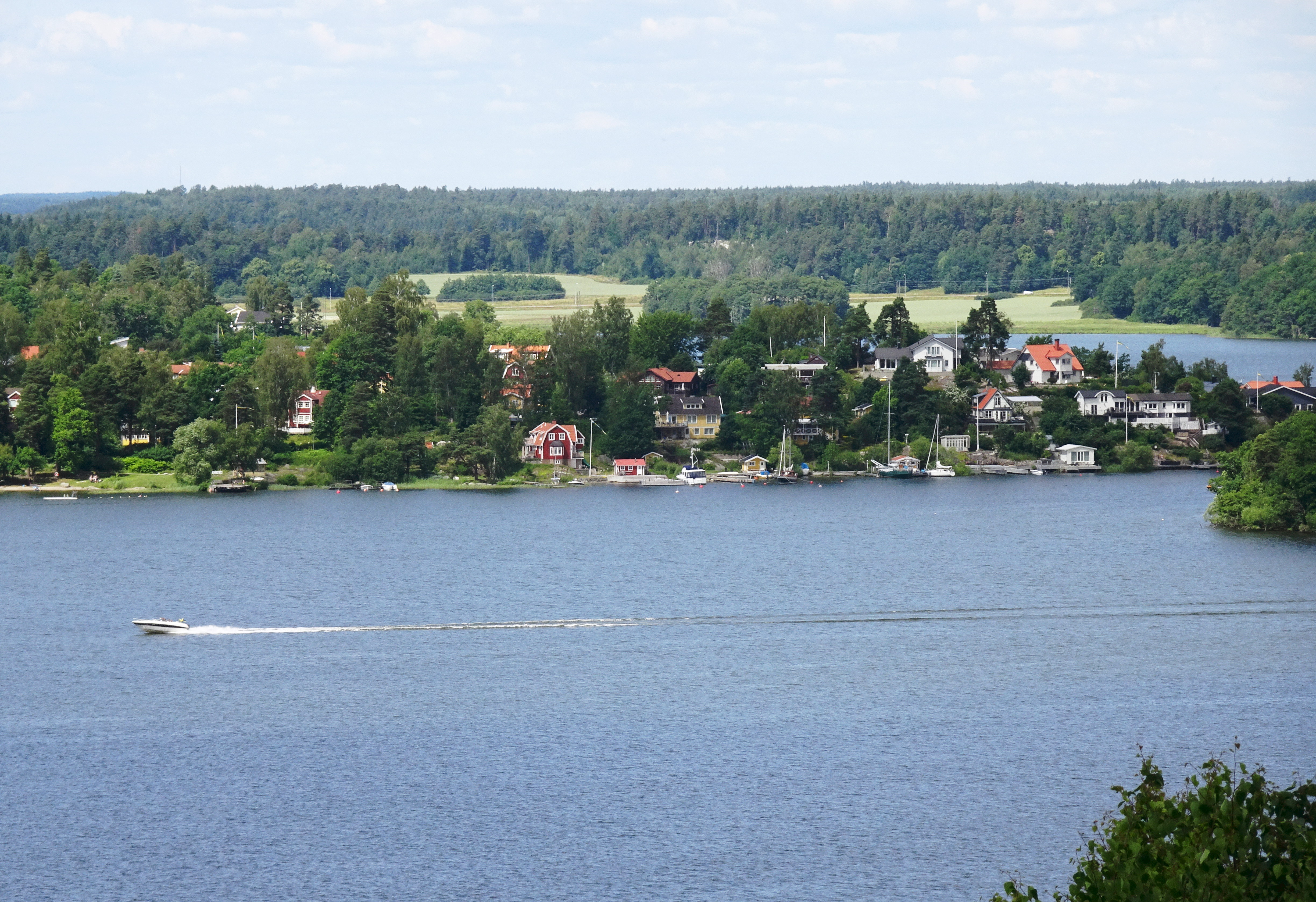
Jungfrusund.